# Linda McMahon
Linda Marie McMahon (New Bern (North Carolina), 4 oktober 1948) is een Amerikaans politica, voormalig directeur van de Small Business Administration en voormalig CEO van de World Wrestling Entertainment.
Edwards-McMahon is de echtgenote van Vince McMahon, de erevoorzitter van World Wrestling Entertainment. Edwards-McMahon werd in 1980 lid van de raad van bestuur van WWE (tot 2000 WWF). Zij heeft daarnaast uitgebreide betrokkenheid bij de liefdadigheidswerk van WWE. In mei 1993 werd McMahon voorzitter van het WWF. Zij heeft deze taak gehouden tot mei 2000 en werd later de CEO van het bedrijf in mei 1997.
Op 16 september 2009 maakte Edwards-McMahon bekend zich namens de Republikeinen voor de staat Connecticut kandidaat te stellen voor een zetel in de Amerikaanse Senaat.
Op 14 februari 2017 werd ze beëdigd tot directeur van de Small Business Administration door vicepresident Mike Pence. Ze legde deze functie neer per 12 april 2019 om te gaan werken aan Trumps herverkiezingscampagne.
Ze is per 3 maart 2025 minister van Onderwijs in het kabinet-Trump II.

## Trivia
- Op 8 april 2025, tijdens een onderwijsconferentie van ASU+GSV, verwees McMahon naar artificiële intelligentie als "A1" (in plaats van "AI"). Dit bracht een bedrijf dat A1-steaksaus op de markt brengt ertoe te verkondigen dat elke school zou moeten toegang hebben tot A1.[4] [5]